# Metilciclopropano
Il metilciclopropano è un cicloalcano di formula C3H5CH3. È un monometil derivato del ciclopropano.
Come altri cicloalcani, il metilciclopropano si presta a reazioni di apertura dell'anello.